# Мужество в бою
«Мужество в бою» (англ. Courage under Fire) — военная драма Эдварда Цвика, снятая в 1996 году.

## Описание сюжета
Офицер армии США Стерлинг во время войны в Персидском заливе возглавляет ночную танковую атаку на иракские позиции под Басрой. Американским танкистам сопутствует успех, но и к иракцам подходит подкрепление. Стерлинг приказывает открыть огонь по вражескому танку, но после успешного попадания с ужасом убеждается, что уничтожил американский танк.
Начальство замалчивает этот случай, подполковник Стерлинг продолжает службу в Пентагоне. Ему поручено расследовать дело Уолден. Капитан Карен Уолден в ходе Иракской войны совершила подвиг, решается вопрос о посмертном награждении медалью Почёта. Экипаж сбитого вертолёта «Чёрный ястреб» рассказывает, что эвакуационный вертолёт «Хьюи» Уолден обстрелял с воздуха отряд иракцев и даже уничтожил вражеский танк, но был сбит и упал за скалами. На следующее утро оба экипажа были спасены.
Стерлинг распрашивает членов экипажа Уолден. Военный медик Эндрю Илларио подтверждает первоначальную версию. Уолден геройски командовала людьми, а на следующее утро погибла, прикрывая отход экипажа к спасательным вертолётам. Подоспевшие штурмовики сбросили напалмовые бомбы на сбитый «Хьюи» и подошедших иракцев. Сержант Джон Монфрез сначала тоже подтверждает версию Илларио, но Стерлинг уцепляется за нестыковки в деталях. Монфрез рассказывает совсем другую историю, про трусость Уолден, хотевшую улететь, оставив американцев без помощи, после подлёта спасателей боялась выйти на открытое место и даже стреляла по Монфрезу.
Власти неистово давят на начальника Стерлинга генерала Хершберга: награждение Уолден покажет президента в выгодном свете. Хершберг применяет кнут и пряник: откровенно угрожает Стерлингу вытащить на свет Божий историю под Басрой, обвинить Стерлинга в пьянстве и неподчинению приказам или наоборот помочь сделать ему карьеру. Стерлинг при помощи репортёра Тони Гартнера находит ещё одного члена экипажа Олтмайера, но тяжелобольной раком, напичканный обезболивающим сержант не даёт существенной информации. Стерлинг снова встречается с Монфрезом, однако это приводит к трагедии. Монфрез заезжает на железнодорожные пути, под дулом пистолета высаживает Стерлинга и разгоняет автомобиль навстречу подходящему составу.
Стерлинг находит Илларио, перешедшего на нелегальное положение. Илларио рассказывает настоящую версию событий. Антигероем оказался Монфрез, он уговаривал бежать в горы, бросив раненого члена экипажа и Уолден под дулом пистолета отобрала у него пулемёт. Утром она прикрывала отход экипажа огнём из винтовки, но Монфрез сказал командиру спасательного вертолёта, что она убита, после чего штурмовики нанесли свой удар.
Тони Гартнер встречается с генералом Хершбергом, вынуждая его умолчать об ошибке Стерлинга под Басрой. Стерлинг составляет правдивый рапорт, Уолден всё равно награждают медалью Почёта. Стерлинг рассказывает правду родителям убитого им танкиста, затем отправляется на военное кладбище и кладёт медаль, полученную за бой под Басрой на могилу Уолден.

## В ролях
- Дензел Вашингтон — подполковник Нэт Стерлинг
- Мэг Райан — капитан Карен Уолден
- Мэтт Деймон — специалист Иларио
- Филлипс, Лу Даймонд — штаб-сержант Монфриз
- Сет Гилиам — сержант Стивен Олтмайер
- Майкл Мориарти — бригадный генерал Хершберг
- Реджина Тейлор — супруга Стерлинга Мередит
- Скотт Гленн — репортёр «Вашингтон пост» Тони Гартнер
- Бронсон Пинчот — чиновник из Белого дома